# Андерледи, Антон
Антон Андерледи, Антонио Андерледи (нем. Anton Maria Anderledy; 3 июня 1819 года — 18 января 1892 года) — генерал Общества Иисуса (иезуиты), двадцать третий по счёту глава ордена и пятый после его восстановления в 1814 году.
Родился в семье директора почтовой службы в деревне Берисаль (кантон Вале, Швейцария). В 1838 году поступил в новициат Общества Иисуса в Бриге. После прохождения новициата вступил в Общество. В 1842-1844 годах работал в иезуитском колледже во Фрибуре. В течение последующих трёх лет изучал философию и теологию в Риме, затем вернулся во Фрибур.
В ноябре 1847 года иезуиты были изгнаны из Швейцарии. Андерледи переехал в Шамбери (Савойя), однако годом позже иезуиты были изгнаны и оттуда. Андерледи вместе с прочими савойскими иезуитами направился в США. Там в Сент-Луисе 29 сентября 1848 года он был рукоположён во священники. Два следующих года он провёл в городе Грин Бэй, штат Висконсин, где вёл пасторскую работу в общине немецких эмигрантов. В 1850 году вернулся в Европу, после трёх лет работы в различных немецких городах стал ректором кёльнского иезуитского колледжа. В 1859 году назначен провинциалом германской провинции Общества и занимал этот пост 6 лет. Андерледи был инициатором приобретения бывшего бенедиктинского Лаахского аббатства, где иезуиты основали школу-коллегиум и типографию, отстроили библиотеку и начали издательскую деятельность. В 1879 году Андерледи был вызван в Рим в качестве помощника генерала ордена Петера Яна Бекса.
В 1883 году генералу Бексу было 88 лет, 30 из которых он провёл на посту генерала Общества. В связи с плохим состоянием здоровья по его инициативе была созвана Генеральная конгрегация, на которой Андерледи был избран Генеральным викарием ордена и стал его фактическим главой. Бекс сохранил за собой титул Генерала, но полностью отошёл от дел. Четырьмя годами позже Бекс скончался и Антон Андерледи занял пост генерала, на котором оставался вплоть до своей смерти в 1892 году.
За годы руководства орденом Андерледи уделял большое внимание миссионерской деятельности иезуитов за пределами Европы, чему также способствовал запрет на деятельность Общества во многих европейских странах. Была сильно расширена канадская миссия, основаны новые миссии в Индии и Египте. За время руководства Андерледи орденом, несмотря на продолжающиеся репрессии в Европе, иезуиты увеличили численность с 11 481 человек в 1883 году до 13 275 в 1892 году. Преемником Андерледи на посту генерала иезуитов стал Луис Мартин.